# شبکه دسترسی

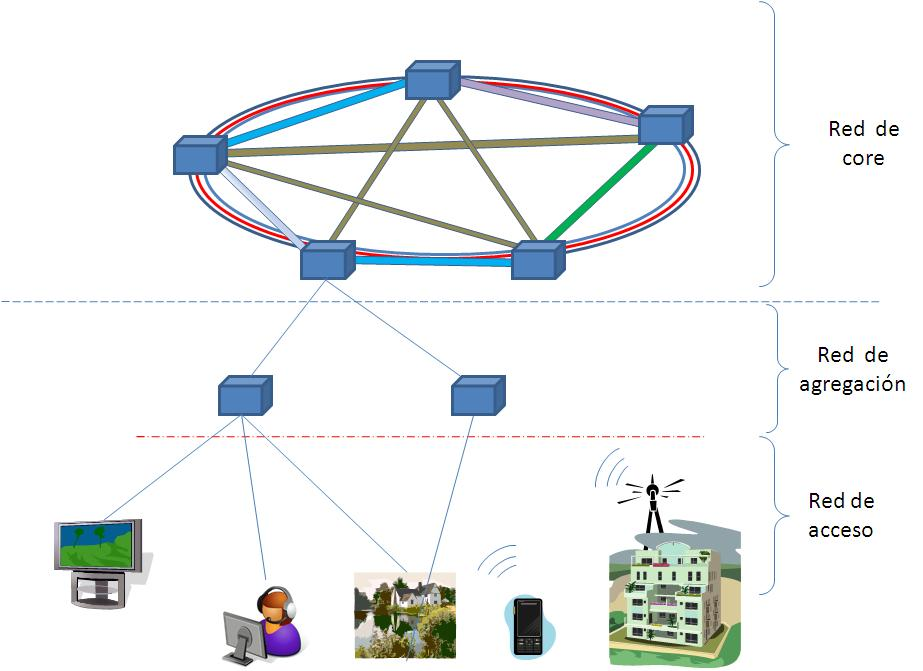
راهنمایی و توضیح شبکه دسترسی

شبکه دسترسی (انگلیسی: Access network) از زیرساخت‌های ارتباطاتی و گونه‌ای از شبکه‌های مخابراتی می‌باشد، که مشترکین (کاربران) را به رسانندگان خدمات مخابراتی متصل می‌کند.